# Михайличенково
Михайличенково (каз. Михайличенково) — село в Бородулихинском районе Абайской области Казахстана. Административный центр Андреевского сельского округа. Находится примерно в 16 км к юго-востоку от районного центра, села Бородулиха. Код КАТО — 633833100.

## Население
В 1999 году население села составляло 785 человек (382 мужчины и 403 женщины). По данным переписи 2009 года, в селе проживали 703 человека (345 мужчин и 358 женщин).